# ベルラドニキ
ベルラドニキ（ロシア語: Берладники）とは、キエフ・ルーシ期の逃亡者や難民を指す言葉である。様々な社会層の出身者が含まれており、圧迫を逃れ、主としてルーシ南方へ移動した。具体的にはカルパティア山脈とドニエストル川の間、ドナウ川下流、特にモルダヴィア公国(ru)の都市・ベルラド（現在はルーマニア・ヴァスルイ県の市・Bârlad）である。ベルラドニキは12世紀から13世紀にかけての史料上に存在が確認されており、多くの研究者によってブロドニキと関連付けて考察されている。

## 史料上の言及
レートピシ（ルーシの年代記）は、ベルラドニキと、そのドナウ川付近の都市について度々言及している。そのうちの『イパーチー年代記』には、1159年に、ガーリチ公ヤロスラフとその従兄弟のイヴァンとの闘争において、敗れたイヴァンがドナウ川沿いの諸都市に逃れ、6000人のポロヴェツ族とベルラドニキを召集して再来した、という主旨の記述がある。また、イヴァンとベルラドニキは1161年にドニエプル川河口のオレシエ港湾(ru)を占領し、キエフの交易に大きな被害をもたらした。
なお、このイヴァンによる、ベルラドニキについて言及した1134年の勅令があるとされる。この勅令は初め1860年、次いで1869年にベッサラビアの作家・学者のBogdan Hasdeu(en)によって発表された（原文は現存しない）。しかし表記上のいくつかの誤りから、これは近代に作成された可能性があり、あるいは、Bogdan Hasdeuによる愛国主義的な偽書ではないかとみる説がある。
ベルラドニキの地は、後のモルダヴィア公国(ru)の一部になったとみなすことができる。この河川の狭間の地域は、ヴラフ人や、いくつかのスラヴ人の部族が住んでいた地域でもあった。